# Oligostigma praestabilis
Oligostigma praestabilis là một loài bướm đêm trong họ Crambidae.